# 济美坊
济美坊位于中国安徽省马鞍山市当涂县湖阳乡大邢村大巷正中，东临石臼湖，为一间两柱式石牌楼，总高7.63米。该牌坊由明穆宗赐建，用以旌表邢珣与邢植、邢址父子，万历元年（1573）重立，其正背两面坊额正中均竖刻“恩荣”，横匾处均横刻“济美坊”，另在背面横匾两侧刻有立坊者的姓名与官职。1985年曾予维修。